# Hans Rudolf Werdmüller
Hans Rudolf Werdmüller (1756 - 1825), was een Zwitsers politicus.
Hans Rudolf Werdmüller werd in 1804, tijdens de Mediationstijd, gekozen tot stadspresident van Zürich (dat wil zeggen burgemeester). Hij bleef stadspresident tot 1815 toen hij werd opgevolgd door Johann Heinrich Landolt.
Hans Rudolf Werdmüller overleed in 1825.